# Luc Van der Kelen
Luc Van der Kelen (Boom, 13 juni 1948) is een Belgische journalist. 

## Levensloop
Van der Kelen volgde klassieke humaniora aan het Atheneum van Boom en studeerde vervolgens geschiedenis aan de Rijksuniversiteit Gent. Hij was in deze periode ook actief bij de Vlaamse Geschiedkundige Kring, waarvan hij praeses was in het academiejaar 1969-1970.
In 1972 begon Van der Kelen begon als journalist bij de De Nieuwe Gazet, een Antwerpse zusterkrant van Het Laatste Nieuws. In februari 1991 werd hij er hoofdredacteur. Begin 1995 stapte hij over naar de centrale redactie van Het Laatste Nieuws in Kobbegem als chef van de politieke redactie en politiek commentator. Sinds 1990 schrijft Van der Kelen elke dag een commentaarstuk. Hij is politiek commentator bij Het Laatste Nieuws. 
De in Schoten wonende Van der Kelen is vrijmetselaar en stichtend en stemgerechtigd lid alsook lid van de raad van bestuur van B Plus, een drukkingsgroep die zich tot doel stelt de "eenheid onder alle Belgen te bevorderen" en het "federale niveau opnieuw te versterken".
Hij is de broer van Erwin Van der Kelen, voorzitter van Unizo Westhoek.
- Gemeinsame Normdatei: 104545432X
- Virtual International Authority File: 305916069
- WorldCat: E39PBJvxyW83mqM8Yd74FD9hpP